# Тасич, Владимир
Владимир Тасич (серб. Владимир Тасић, 1965, Нови-Сад) — сербский писатель.

## Биография
Доктор математических наук. Живет в Канаде, преподает математику в университете Нью-Брансуика.

## Книги

### Рассказы
- Pseudologija fantastika (1995)
- Radost brodolomnika (1997, англ. пер. 1998)

### Романы
- Прощальный подарок/ Oproštajni dar (2001, фр. пер. 2004, нем. пер. 2007, англ. пер. 2011)
- Дождь и бумага/ Kiša i hartija (2004, фр. пер. 2006; премия журнала НИН)
- Стеклянная стена/ Stakleni zid (2008, фр. пер. 2009)

### Научные труды
- Mathematics and the roots of postmodern thought (2001, исп. пер. 2001, серб. пер. 2002, кит. пер. 2005)

### Эссе
- Njuškači jabuka (2005)
- Udaranje televizora: kolebanje postkulture (2009)
- Миры Алена Бадью: математика, поэтика, политика/ Svetovi Alena Badjua: Matematika, poetika, politika (2011)